# Alex Kofler
Alex Kofler (* 1978 in Bozen, Südtirol) ist Korrespondent und Journalist in Rom und Wien.

## Werdegang
Alex Kofler hat Rechtswissenschaft, Romanistik und Philosophie an den Universitäten Innsbruck und Wien studiert. Während des Studiums begann er seine journalistische Ausbildung im ORF-Landesstudio Tirol. Im April 2000 wechselte er zu Ö3 nach Wien. Als freier Journalist war er für internationale Medienunternehmen (u. a. Servus TV, Radio Vatikan) als Reporter bzw. Nachrichtensprecher tätig. Seit 2014 ist Alex Kofler ORF-Korrespondent in Rom.
| Personendaten    | Personendaten                                 |
| ---------------- | --------------------------------------------- |
| NAME             | Kofler, Alex                                  |
| KURZBESCHREIBUNG | italienischer Hörfunkredakteur und Journalist |
| GEBURTSDATUM     | 1978                                          |
| GEBURTSORT       | Bozen, Südtirol                               |